# Гарна
Га́рна, или винторогая антилопа, или сасси, или оленекозья антилопа (лат. Antilope cervicapra) — парнокопытное млекопитающее из семейства полорогих.

## Внешний вид
Гарна — некрупная антилопа. Её высота в холке 60—85 см, длина тела 100—150 см, вес до 45 кг. Длина рогов, которые имеют только самцы, до 73 см. Рога гарны длинные, тонкие витые по спирали. Цвет шерсти самцов — шоколадно-коричневый, живот, внутренняя часть ног, подбородок и область вокруг глаз и носа белые. В расцвете сил самец гарны имеет почти чёрный цвет. У самок шоколадный цвет заменён на светло-рыжий. Молодые животные также светло-рыжие, у самцов цвет шерсти темнеет вместе с ростом рогов.

## Распространение
Гарны обитают на плато и равнинах Индии, встречаются в Непале. Раньше обитали в Пакистане и Бангладеш, но в настоящее время в этих странах истреблены. В Непале последняя выжившая популяция животных населяет заповедник Гарна (Blackbuck Conservation Area) к югу от национального парка Бардия. По оценкам, в 2008 году численность популяции составляла 184 особей. В Пакистане животные иногда встречаются вдоль границы с Индией. Несколько особей обитают в кампусе Индийского технологического института в Мадрасе.

## Образ жизни
Эти антилопы живут большими стадами на травянистых равнинах, пустошах и засоленных землях. Они никогда не заходят в леса или холмистые местности. При затоплении низин гарны часто тонут. Часто, спасаясь от наводнения, гарны заходят в селения, теряя на какое-то время страх перед человеком. Эта антилопа довольно легко приспосабливается к неблагоприятным условиям жизни. Она вынослива, может долгое время обходиться без воды (хотя, когда вода есть, гарна пьёт часто). Гарна способна развивать скорость до 80-96 км/ч. Расстояние между прыжками гарны достигает 6,6 м. В высоту гарна прыгает на 2 м. Срок жизни гарны на воле — около 12 лет.

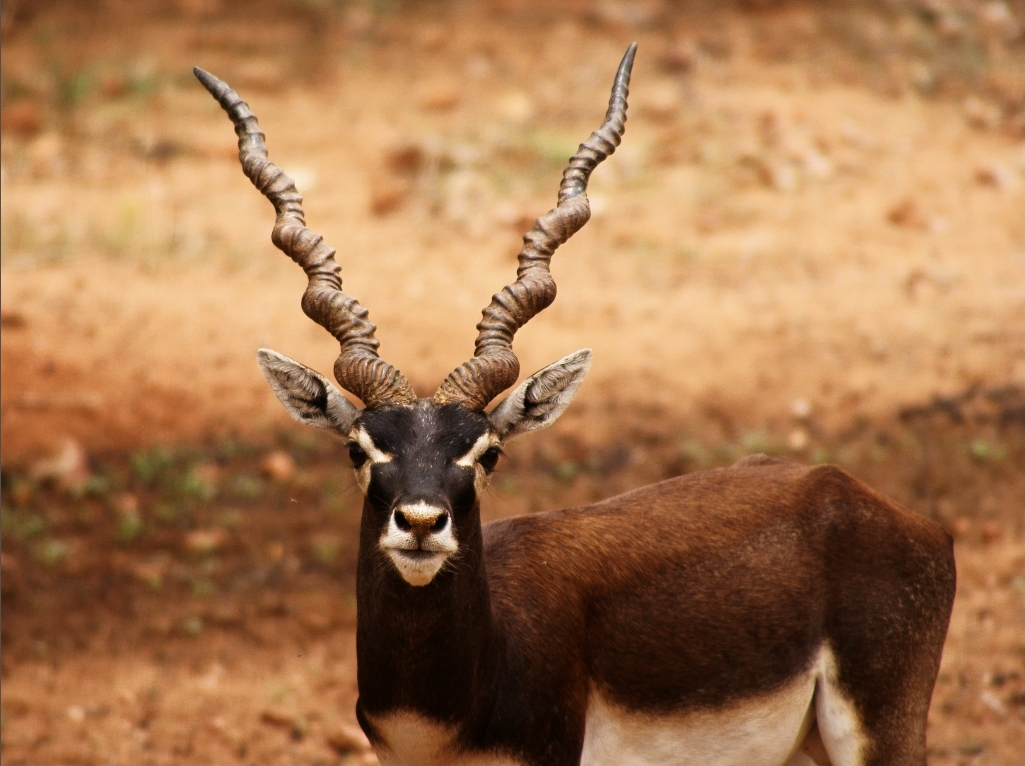

### Размножение
В брачный период самец метит территорию, оставляя на различных предметах маслянистое вещество, выделяющееся из желез возле глаз. Это служит предостережением другим самцам, что участок занят. Однако другие самцы нередко нарушают границы помеченной территории и начинают драку. Самцы дерутся ожесточённо, сшибаясь с оглушительным треском рогами. Нередко в таких драках самцы ломают себе рога. Побеждённый самец уходит искать самок на другой территории. Победитель же издаёт негромкие призывные звуки и важно расхаживает, подняв голову так, что рога касаются спины. Самки становятся половозрелыми к 3-5 годам. Срок беременности у них длится в течение 5-6 месяцев. после чего на свет появляются один или два детёныша. Как правило, для родов самка подыскивает место с высокой травой, где новорождённых детёнышей можно укрыть от хищников. часто мать уходит пастись, оставляя детёныша одного, даже, когда растений вокруг мало. В этом случае светло-коричневый детёныш гарны лежит, свернувшись, в ямке, прижав уши и полностью сливается с окружающей средой. Через несколько недель молодые гарны уже свободно и быстро бегают. Самки гарн, став взрослыми, остаются в том же стаде, а молодые самцы, достигшие половой зрелости, изгоняются из стада. Чтобы шансов на выживание у них было больше, молодые самцы образуют холостяцкие стада до тех пор, пока каждый из них не обзаведётся собственным стадом самок.

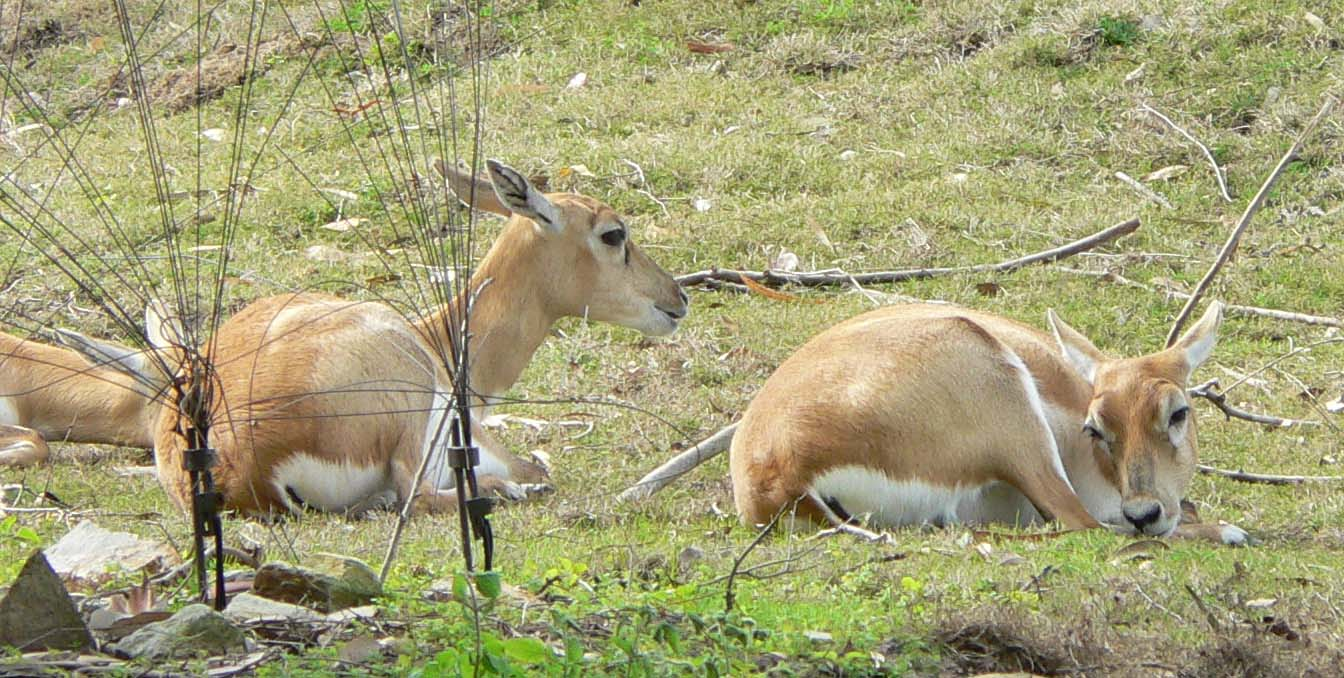
Самки гарны

## Хищники
Тигр или леопард редко ловят гарн, поскольку гарны обитают в районах полупустынь или пустынь, где тигры и леопарды почти не встречаются. Главными врагами гарн являются красные волки и бродячие собаки. Иногда на детёнышей налетают и гоняют до изнеможения вороны, уставших они просто заклёвывают.

## Подвиды
Выделяют 2 подвида гарны:
- Antilope cervicapra cervicapra (Linnaeus, 1758) — Южная гарна[7], номинативный подвид, немного мельче второго подвида, рога короче и менее широко расставлены; почти весь полуостров Индостан, кроме региона Западных Гат и северо-востока, на север до Непала, где сохранились только в национальном парке Бардия;
- Antilope cervicapra rajputanae Zukowsky, 1927 — Раджастханская гарна[7], немного выше в холке номинативного подвида (60—85 см), самцы несколько тяжелее (до 56 кг), рога у обоих полов длиннее и более широко расставлены; северо-запад Индии, в Пакистане, Непале и Бангладеш истреблена, интродуцирована в Аргентине, США и Австралии. Совершены попытки реинтродукции в Пакистане и Непале.

## Гарна и человек
В прошлом гарны были многочисленными животными — только в одном индийском районе Велавадар их насчитывалось до 15000. Однако охота на гарн, в основном, браконьерская, сократили поголовье гарн до критического размера. В 1976 году Велавадар был объявлен национальным парком. Чтобы спасти этих красивых антилоп от вымирания, в США был создан центр по разведению этих винторогих антилоп. В 1955 году поголовье гарн в этом центре насчитывало 1500 особей. К 1974 году их уже было около 7000. Однако гарны продолжают гибнуть в Индии — от рук браконьеров, от бродячих собак, которых лесники не всегда успевают отстреливать, от рук фермеров, которые убивают животных, забредших на хлопковые плантации. Мясо гарны у окрестных племён считается лакомством. Рога гарны считаются целебными, вещества, в них находящиеся, по индийской медицине, якобы вылечивают астму и другие заболевания грудной клетки. Домашний скот вытесняет гарну с её привычных мест обитания. Помимо бродячих собак, на молодых гарн охотятся камышовый кот, шакал, хищные птицы — орлы, стервятники и даже вороны. Особое внимание по охране дикой гарны проявляет племя вишнуитов Раджастхана. Здесь отмечается максимальное количество гарн. Помимо браконьерства, ещё одной проблемой является сокращение площадей, пригодных для обитания гарны, в результате человеческой деятельности (перевыпас домашнего скота, распашка под посевы).